# Herrschaftsgericht Rüdenhausen
Das Herrschaftsgericht Rüdenhausen war ein Herrschaftsgericht der Grafen von Castell zu Rüdenhausen.

## Lage
Das Herrschaftsgericht Rüdenhausen hatte eine Fläche von knapp zwei Quadratmeilen (≈110 km²). Es grenzte im Norden an das Herrschaftsgericht Wiesentheid, im Osten an das Landgericht Gerolzhofen, im Süden an das Landgericht Markt Bibart und das Herrschaftsgericht Markt Einersheim (beide Rezatkreis) und im Westen an das Landgericht Kitzingen und das Landgericht Marktsteft.

## Geschichte
Die im Heiligen Römischen Reich Deutscher Nation bestehende Grafschaft Castell wurde nach deren Auflösung im Jahr 1806 dem neu gebildeten Rezatkreis zugeschlagen. Hier wurden daraus die Patrimonialgerichte Rüdenhausen und Remlingen gebildet. 1810 kamen diese infolge eines Staatsvertrages zwischen dem Königreich Bayern und dem Großherzogtum Würzburg an letzteres; dieses wurde bereits 1817 dem bayerischen Untermainkreis einverleibt. Zugleich wurde das Herrschaftsgericht Rüdenhausen gebildet, das in Verwaltung und Gerichtsbarkeit privilegiert war. Für die Finanzverwaltung war das Rentamt Gerolzhofen zuständig.
1829 hatte das Herrschaftsgericht Rüdenhausen 4757 Einwohner, wovon 4536 Protestanten, 188 Juden und 33 Katholiken waren. Es gab 10 Ortschaften (7 Pfarrdörfer, 2 Kirchdörfer und 1 Dorf), 17 Mühlen, 4 Ziegelhütten und 3 Wasenmeistereien. Es bestand bis 1848 als administrative Einheit des Untermainkreises. 1848 wurde es in die Gerichts- und Polizeibehörde Rüdenhausen-Wiesentheid umgewandelt, 1853 wurde daraus das Landgericht Wiesentheid gebildet.

## Struktur
Das Herrschaftsgericht Rüdenhausen bestand aus zehn Ruralgemeinden:
- Castell mit  Eselsmühle, Gründleinsmühle und Trautberg;
- Eichfeld;
- Feuerbach mit Dornmühle, Linsenmühle, Obere Papiermühle, Ölmühle, Untere Papiermühle;
- Greuth;
- Krautheim mit Wenzelsmühle und Ziegelhütte;
- Obereisenheim mit Pfändmühle, Schiffmühle und Ziegelhütte;
- Rehweiler;
- Rüdenhausen mit Bodenmühle, Dinkelmühle, Fallmeisterei, Kratzermühle, Leyermühle, Lohmühle, Pulvermühle und Ziegelhütte;
- Wiesenbronn mit Ziegelhütte;
- Wüstenfelden mit Forsthaus.

Die Gemeinde Abtswind mit Friedrichsberg gehörte zwar zum Herrschaftsgericht Rüdenhausen, wurde aber vom Landgericht Gerolzhofen verwaltet. Herper gehörte zur Gemeinde Stierhöfstetten des Landgerichts Marktsteft, die Gemeinde Rödelsee wurde ebenfalls vom Landgericht Marktsteft verwaltet. In den Orten Krettenbach, Schönaich, Schönaichermühle und Ziegenbach, die allesamt dem Landgericht Markt Bibart angehörten, hatte das Herrschaftsgericht Rüdenhausen Hintersassen; nach 1829 kamen die Orte ganz an das Herrschaftsgericht.